# Ekebol
Ekebol is een plaats in de gemeente Bengtsfors in het landschap Dalsland en de provincie Västra Götalands län in Zweden. De plaats heeft 60 inwoners (2005) en een oppervlakte van 25 hectare.